# ۲۱ و بیشتر
۲۱ و بیشتر (به انگلیسی: 21 & Over) یک فیلم کمدی آمریکایی محصول سال ۲۰۱۳ به نویسندگی و کارگردانی جان لوکاس و اسکات مور در اولین کارگردانی این دو است. در این فیلم جاستین چون، مایلز تلر و اسکایلر آستین بازی می‌کنند. این فیلم در ۱ مارس ۲۰۱۳ اکران شد، به‌طور کلی نقدهای نامطلوبی از منتقدان دریافت کرد و ۴۸ میلیون دلار در برابر بوجه ۱۰ میلیون دلاری‌اش فروخت.

## داستان
دانشجویی شب قبل از امتحان مهم دانشگاه پزشکی‌اش، تصمیم می‌گیرد جشن تولد ۲۱ سالگی‌اش را به همراه دو نفر از بهترین دوستانش جشن بگیرد اما…